# Olga Nani
Olga Nani (Villa María, 14 de noviembre de 1976 - Buenos Aires, 29 de enero de 2013) fue una actriz argentina de cine, teatro y televisión.
Además ejerció como profesora en el Instituto Universitario Nacional de Arte.

## Carrera
Nani fue una actriz de reparto que se desempeñó en Argentina con personajes mayormente dramáticos. Su papel más recordado fue el de Liliana Melgarejo de Dobal, la esposa del malvado villano Mauricio Doval (Fabián Vena), en la telenovela Resistiré.
Su última aparición en la pantalla chica fue en la telenovela de Telefé, Casi ángeles en el 2008.

## Filmografía

### Cine
- 2002: Assassination Tango.
- 2004: TL-1, mi reino por un platillo volador, como Daniela Zanetti.
- 2005: El traductor.
- 2008: El verde oscuro, como Magda.
- 2008: Incómodos, como Paula.

### Televisión
- 2001: EnAmorArte.
- 2002: 1000 millones.
- 2003: Resistiré, como Liliana Melgarejo de Doval.
- 2004: Historias de sexo de gente común.
- 2008: Casi ángeles.

## Teatro
En carrera en teatro incluyen sus aportes tanto como actriz escénica como de productora y directora. Algunas de sus obras fueron:
- El otro jardín, autora, directora
- El matadero.5: «Aullido», actriz
- El matadero (slaughterhouse), intérprete, productora ejecutiva
- Open house, actriz

## Clip musical
En el 2003 tuvo la oportunidad de formar parte del clip de la canción Amo, del cantante bonaerense Axel Fernando.

## Fallecimiento
Olga Nani falleció en el Sanatorio Anchorena de la Ciudad de Buenos Aires el lunes 29 de enero de 2013 por la mañana como consecuencia de una linfangiomatosis pulmonar (una enfermedad rara que solo se detecta en mujeres). Sus restos descansan en el Cementerio La Piedad de Villa María.